# Анговиль-о-Плен
Анговиль-о-Плен — бывшая коммуна в департаменте Манш в Нормандии на северо-западе Франции. 1 января 2016 года была объединена в новую коммуну Карантан-ле-Маре. Это была одна из наименее населённых общин Манша.
Здесь находится церковь, которая использовалась двумя медиками армии США в качестве медпункта во время битвы за Нормандию во Второй мировой войне. Роберт Райт и Кен Мур из 101-й воздушно-десантной дивизии оказывали помощь 80 раненым американским и немецким солдатам и ребёнку. На скамьях все ещё видны пятна крови. Два витража посвящены 101-й воздушно-десантной дивизии, первый посвящен двум медикам 2-го батальона 501-го парашютно-пехотного полка дивизии). Второй — американским парашютистам.

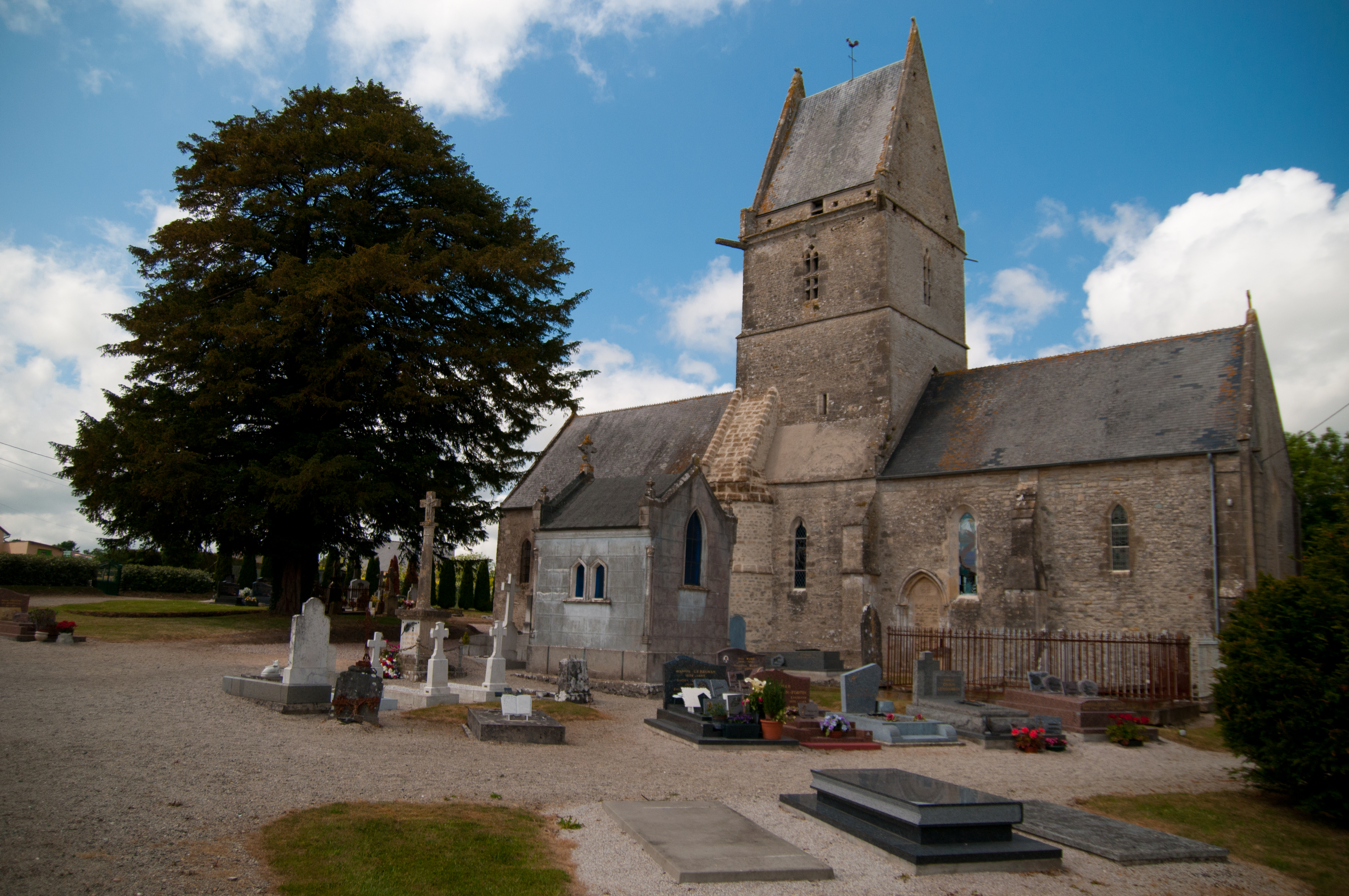
Церковь Анговиль-о-Плен

| 1793 | 1800 | 1806 | 1821 | 1831 | 1836 | 1841 | 1846 | 1851 | 1856 | 1861 | 1866 | 1872 | 1876 | 1881 | 1886 | 1891 | 1896 |
| ---- | ---- | ---- | ---- | ---- | ---- | ---- | ---- | ---- | ---- | ---- | ---- | ---- | ---- | ---- | ---- | ---- | ---- |
| 119  | 119  | 123  | 108  | 124  | 125  | 109  | 115  | 101  | 90   | 11   | 97   | 96   | 95   | 95   | 101  | 100  | 88   |

| 1901 | 1906 | 1911 | 1921 | 1926 | 1931 | 1936 | 1946 | 1954 | 1962 | 1968 | 1975 | 1982 | 1990 | 1999 | 2009 |
| ---- | ---- | ---- | ---- | ---- | ---- | ---- | ---- | ---- | ---- | ---- | ---- | ---- | ---- | ---- | ---- |
| 80   | 80   | 93   | 79   | 74   | 83   | 83   | 88   | 99   | 97   | 81   | 59   | 44   | 44   | 53   | 48   |

## Галерея

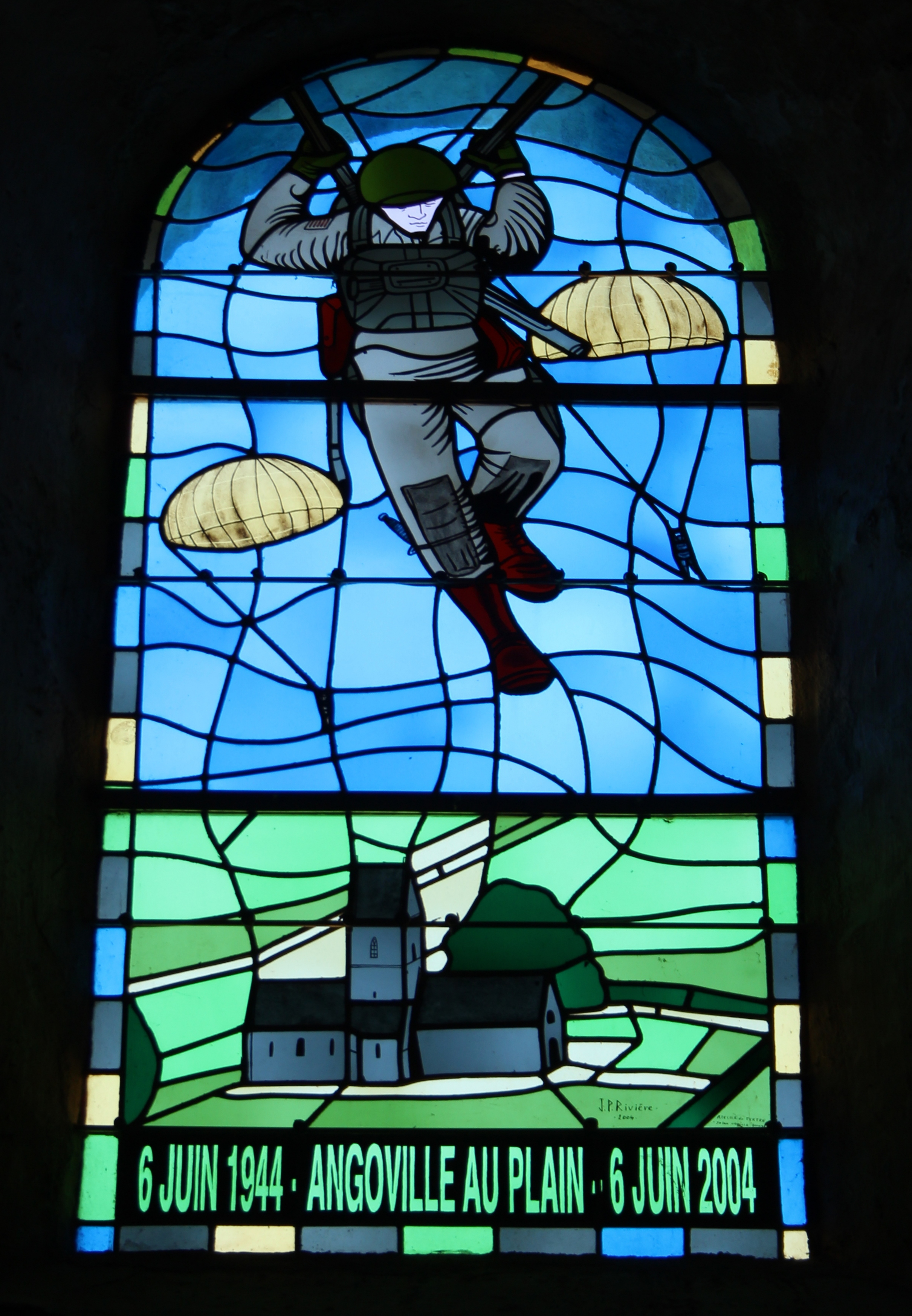
Витраж в церкви в Анговиль-о-Плен, Франция.
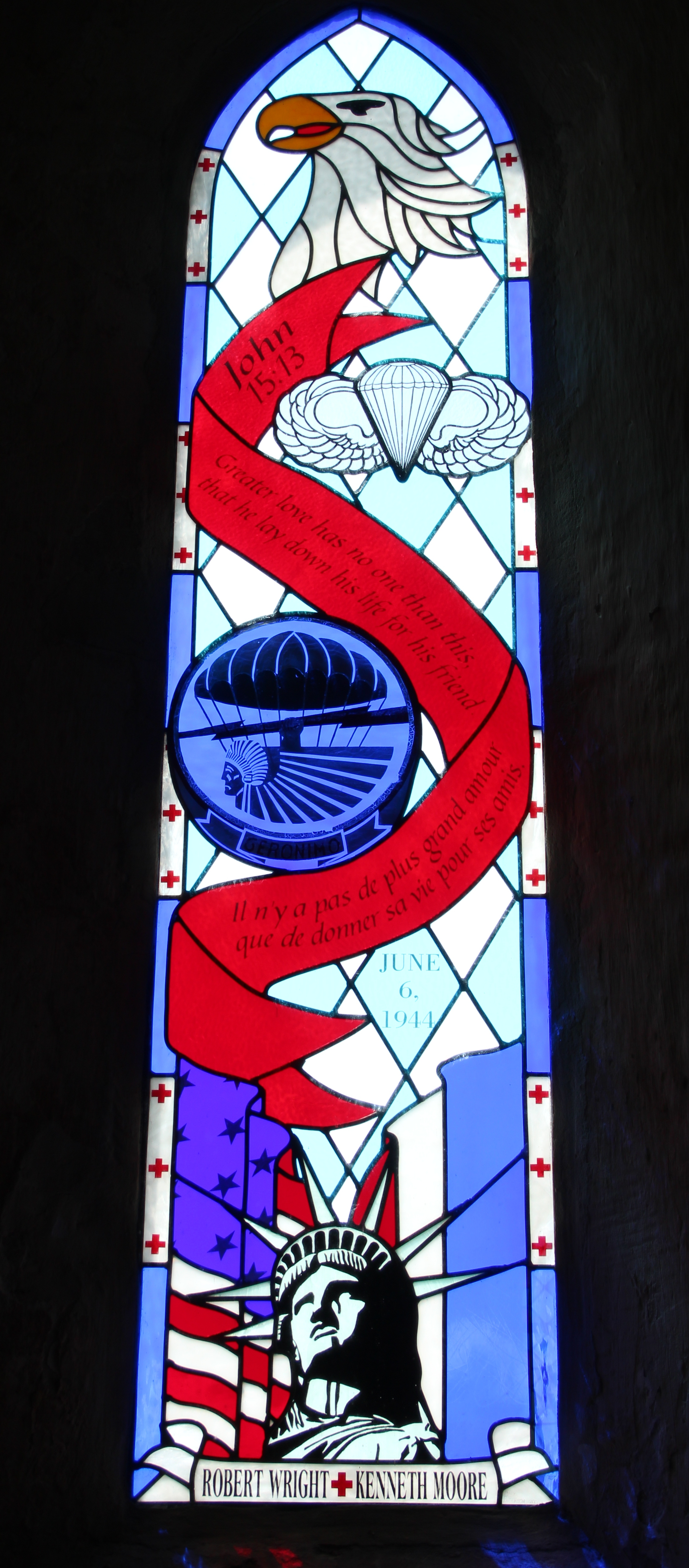
Витраж в церкви в Анговиль-о-Плен, Франция.